# 43e cérémonie des International Emmy Awards
Pour la cérémonie principale des Emmy Awards récompensant les programmes télévisés diffusés en primetime aux États-Unis, voir la 67e cérémonie des Primetime Emmy Awards.
La 43e cérémonie des International Emmy Awards, décernés par l'International Academy of Television Arts and Sciences, a eu lieu le 23 novembre 2015, et a récompensé les programmes télévisés internationaux diffusés au cours de la saison 2014-2015.

## Palmarès

### Meilleur programme artistique
- Illustre & Inconnu : Comment Jacques Jaujard a sauvé le Louvre

### Meilleur acteur
- Maarten Heijmans pour Ramsès

### Meilleure actrice
- Anneke von der Lippe pour Øyevitne (Témoin sous silence)

### Meilleure comédie
- Doce de Mãe

### Meilleur documentaire
- Miners Shot Down

### Meilleure série dramatique
- Engrenages

### Meilleur programme de divertissement non-scénarisé
- 50 Ways to Kill Your Mammy

### Meilleure telenovela
- Império

### Meilleur téléfilm / mini-série
- Soldat blanc

### Meilleur programme de prime-time non-anglais
- Arrepentidos - El Infierno de Montoya